# 子午儀

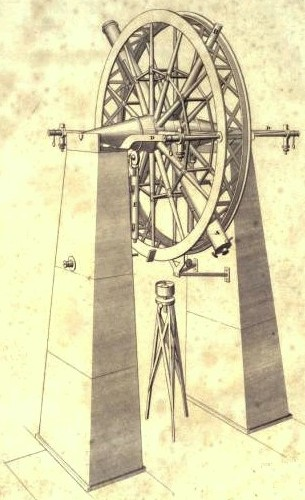
1806年的格魯姆布里奇子午儀。

子午儀是測量恆星通過其所在地的子午線，也就是過中天的事件的計時，同時也測量其距離天底的角距離的儀器。這些都是安裝做特別用途的望遠鏡，以便只在通過經線的北點、天頂、南點、天底的大圓上測量。 子午儀望遠鏡依賴地球自轉將天體帶入它們的視野，並且安裝在東西固定與水平的軸上，因此只能在子午線上南北移動。
類似的中星儀（transit instrument）、 子午圈（transit circle）或中星望遠鏡（transit telescope）同樣安裝在水平軸上，但不需要固定在東西方向的軸。例如，測量用的經緯儀，如果其望遠鏡能夠充分的繞水平軸旋轉，就像中星儀一樣。子午儀有時也會被用這些名稱來稱呼，但這樣是不夠精確的。
多年以來，過中天計時是測量天體位置最精確的方法，子午儀被用來從事這最艱苦的工作。在光譜學、攝影和反射望遠鏡成熟之前，測量位置（和推算軌道和天文常數）是天文台的主要工作。

## 重要性

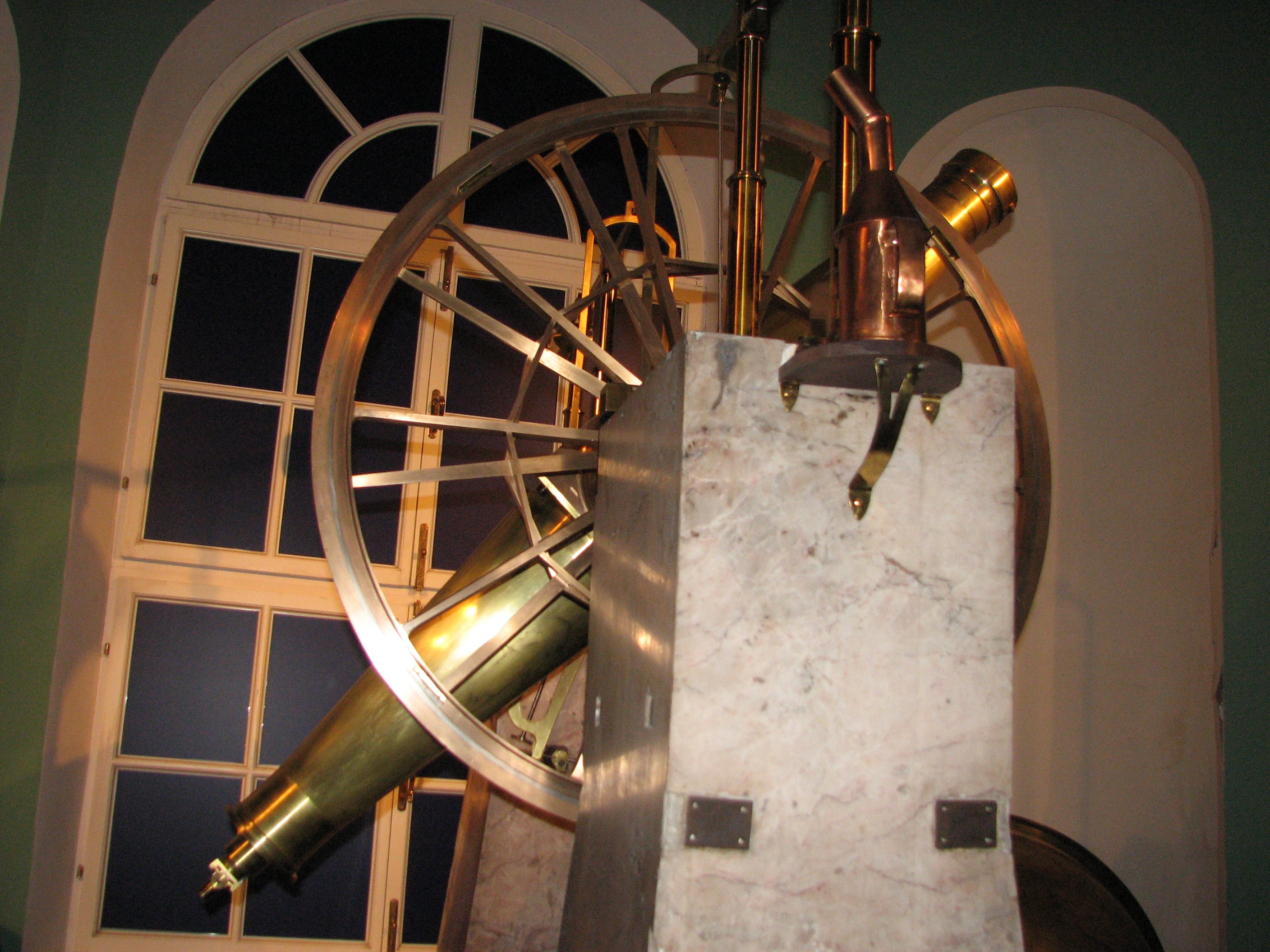
在1828年由德國的T.L.Ertel在俄羅斯聖彼得堡Kunstkamera的子午儀。

將望遠鏡固定只能沿著經線移動，在高精密度的工作上使用這種儀器占有極大的優勢： 
- 安裝非常簡單，製造也很容易，特別是能保持很高的精度。
- 在地球上大多數的位置，子午線是天球座標唯一可以直解檢索的平面，用這種單純安裝的儀器，在任何時刻，赤道座標系統的經線，自然都與子午線相互一致的對齊。轉動軸讓望遠鏡只在赤緯上移動，可以直接得到在視野中移動天體的赤經。
- 在天空中所有的天體位置都會因為大氣折射而被扭曲，這可能會使看見的天體位置比實際的位置略高一些。在子午線上，扭曲的量只與赤緯相關，可以很容易的解釋；在天空的其它地方，大氣折射會導致複雜的扭曲，而難以解釋。這種複雜的分析不利於高精度。

## 基礎儀器

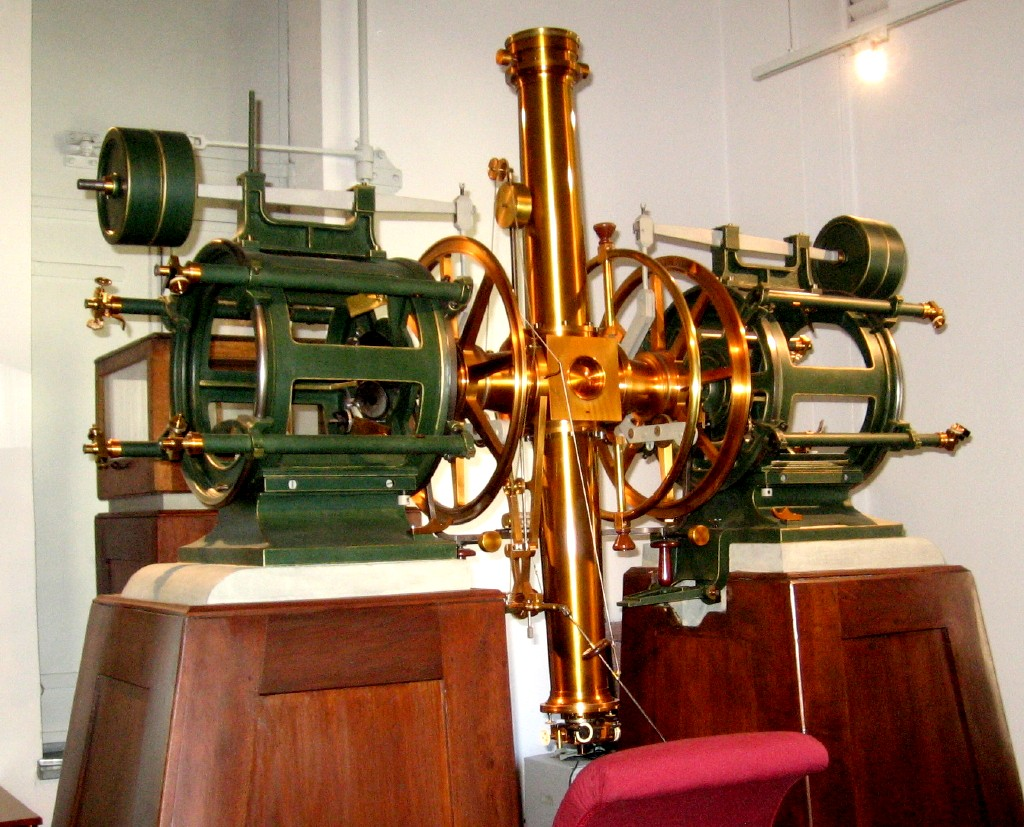
位於奧地利維也納庫夫納天文台的子午儀。是漢堡的雷普索爾父子在1886年建造的。請注意短的綠色圓柱體外頂端的平衡錘機制，和四架長、薄用以讀取環圈數值的讀取顯微鏡。

此處介紹19世紀和20世紀一些最先進子午儀的結構、操作和精確調整使用的方法。

### 構造
最早的過中天望遠鏡不是安裝在軸的中間，而是在接近末端的位置，以防止望遠鏡軸被壓彎。後來，它通常放在中心軸的方向上，其中在每個轉動圓柱鋼的支點末端上包括黃銅或炮銅與的圓柱鋼；有些儀器完全使用比黃銅更堅硬的鋼材。其餘的支點架在V型的軸承，或者設置大規模的石墩或磚墩作為支撐的工具，或附在金屬框架敦的頂部。軸承上設置了監控溫度的溫度計。
墩架通常與建築物分開建造，以防止來自建築物的震動傳播到望遠鏡的基礎上。為了減輕儀器的重量，防止形狀因為重量受到扭曲，樞軸的兩端都鉤上摩擦滾子，藉以抵銷來自杠杆的壓力，平衡錘在每個軸承上留下只有大約10磅力（45N）。在某些情況下，平衡錘會配置在軸承的下面
。軸承設置在幾乎真正的東西方向線上，可以使用水平和垂直設置的螺絲釘微調。一個水準管用來監測軸在水平方向上的任何傾斜。在某些情況下，望遠鏡軸的偏移（偏離中心的狀況），會提供另一架通過軸本身的望遠鏡來監測。當主望遠鏡旋轉時，通過設置在軸心的望遠鏡觀察一顆人造星的運動，可以確定支點、形狀和軸的任何抖動。

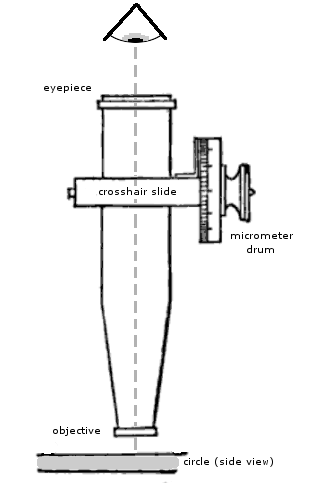
來自諾頓（1867年）的環圈讀取顯微鏡頂試圖。

在靠近每個軸的末端，都附加上一個配上轉輪的軸，是一個可以測量望遠鏡與地平線間角度的圓圈或轉輪。通常它的直徑在3英尺至3.5英尺之間，在圓圈的面上或側邊以2或5弧秒刻畫出整圈的刻度。這些刻度可以透過圓圈上的顯微鏡讀取，而通常在繞軸框的每個圓上會以90度的間隔共安裝4架。通過4架的平均讀數（避免圓心不在正確的位置）使偏心和刻度的誤差大為降低。每架顯微鏡還設有測微螺絲，可以移動十字準線，可以測量圓圈上的刻度與視場中心的距離。轉動螺桿的敲擊聲被設計成可以測量弧秒（估計可達0.1"），而轉數可以由在視野中看見的一個疏機記錄。顯微鏡被放置在圓上的螺桿每旋轉一圈，對應於1弧分（1'）的距離上。誤差通常由圓上的刻度間隔是2'或5'來確定，週期性的誤差也與螺桿相關。在一些儀器上，其中一個圓圈上的刻度和讀數會比其他幾個粗糙，而只會在尋找一些特定的目標恆星時使用。
望遠鏡與兩根管子結合以螺絲固定在軸中央的立方體，館子通常是錐形和硬挺的，以盡可能的防止變形，與軸的連結也是盡可能的穩固，因為管的彎曲會影響到觀測赤緯的準確性。在與管子水平的位置有兩根準直儀測量望遠鏡在基礎子午線上的彎曲度 －望遠鏡水平放置在子午線上，物鏡會朝向子物圈的南北方向。這些會被指向另一個（通過望遠鏡管中的孔洞，或從架台上移除望遠鏡），以讓十字準線吻合。準直儀被永久固定在這些位置上，它們的物鏡和目鏡固定在分隔墩上。子午儀先指向一個準直器，然後完整的旋轉180度指向另一個，通過閱讀子午圈上的讀數（讀數差值應為180度）測量彎曲值。絕對彎曲，也就是管子固定的彎曲，在檢測時物鏡和目鏡的位置可以互換，以測得同一顆恆星的兩個數值的平均值以避免此種誤差。
有時部分物件會放置在玻璃框內，以保護它們免於沾到灰塵。這些框架都有開口可以進行保養。其他部分則有可移動螺絲的蓋子封閉來防塵。
有些儀器可以通過反轉架設望遠鏡取平均值來消除誤差。以提供的載具在墩架和軸之間的軌道上移動。反轉時，環圈和望遠鏡由一個螺旋千斤頂提高，在兩個墩架間旋轉180度，降低至定位，再重複相同的動作歸位。
子午儀因為只觀測固定的場所，所以其觀測建築物沒有會旋轉的屋頂。因為望遠鏡只在子午線上移動，只在南面和北面的牆上垂直的縫槽，並且有必要貫穿整個屋頂。建築物也沒有冷暖器等空調設施，盡可能的保持與室外的一致，以免影響到望遠鏡視野的氣流溫度。建築物內也會設有時鐘、詢答機和其它設備來進行觀測。

### 操作
在焦平面，望遠鏡的目鏡位置有一個垂直的數字和一或二條橫向平行的導線（十字準線）。在觀測恆星時，望遠鏡先向下對著一盆水銀形成的理想水平面，並且讓一個十字線的影像反射進入鏡筒。對這個十字線進行調整，直到反射的影像與實物在視線上完全重合，也就是鏡筒正確的垂直朝向下方；在這個位置讀出的讀數就是天底點，也就是最低點。
接下來這架望遠鏡通過尋星度盤移到赤緯最接近的恆星。這類儀器都設有緊定螺絲可以鎖住鏡筒，讓鏡筒在赤緯方向上不能移動，而觀測員只能透過微調螺桿來慢慢地調整。經由觀測員逐步的調整，直到這顆恆星能沿著十字線的水平線移動（如果有兩條線就由它們的中間通過）。然後，觀測員將透過讀取顯微鏡讀出這顆恆星的高度。這時測量的數值與天底點的差異，就是這顆恆星的天底距。也可以使用可移動的水平線或赤緯微尺來測量。

## 天頂望遠鏡
一些被稱為天頂望遠鏡的望遠鏡是被設計來測量在天頂或附近過中天，也就是該恆星到達最高點的位置。它們使用地平式架台，而不是子午環，並裝有調整水平的螺釘。在架台上裝有極為靈敏的水準儀進行角度的測量，望遠鏡的目鏡也裝有測微目鏡。

## 歷史

### 概述
古代的天文學家托勒密曾提及一種固定在子午線平面上的儀器（象限儀），他的理想直到第谷才被實踐。第谷在他的天文台建造了一個大型的子午象限儀（牆儀）。
自18世紀以來，子午環都被用來精確的測量恆星位置，以建立它們的目錄。它們注意到在恆星通過子午線的瞬間，測量到的位置是它們的高度在地平線上的最高點。知道觀測者的地理緯度和經度，通過這些測量就可以推導出它們的赤經和赤緯。
一份好的恆星目錄（星表）可以用在世界各地的中天望遠鏡，通過觀察恆星目錄上的恆星經過當地子午線的瞬間，可以準確地測量當地的經度、緯度和時間。在原子鐘發明之前，這是校準時間最可靠的來源。

### 古代
在托勒密的天文學大成描述了子午環。它由固定且有刻度的外環和有把手可以移動的內環組成，利用投射下來的影子測量太陽的位置。它是垂直的安裝，並且與子午線對齊。這架儀器用於測量太陽在正午的高度，以確定黃道的路徑。

### 17世紀（1600年代）

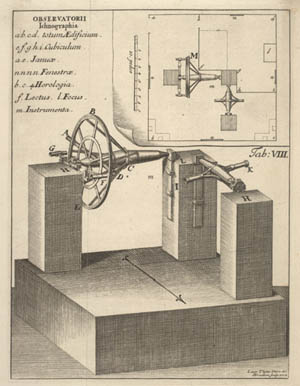
世界上第一架子午環是在奧勒·羅默的Observatorium Tusculanum。

子午環讓觀測者可以同時測量赤經和赤緯。但是它的功能在17世紀並沒有被充分的利用來測量赤經，而寧可使用六分儀或可攜帶的象限儀以等高度的方法做為首選，測量恆星的角距離。這些方法都不是很方便，因而奧勒·羅默在1690年發明中星儀。

### 18世紀（1700年代）
中星儀是由一個牢牢固定在地面支架上的東西向水平軸，和在子午線的平面上可以自由旋轉的望遠鏡組成：同一時間，羅默發明了同時測量垂直和水平角度的高度和方位的儀器，並於1704年安裝在他的中星儀上的垂圈，可以在同一時間確定這兩種座標。
後者的想法，在未獲得授權下很快地就安裝在世界各地的中星儀上使用（格林尼治的第一架在1721年安裝），而牆儀直到這個世紀結束前都還被用來測量赤緯。用整個圓的好處是外觀不容易變形，也不需要為了觀察天頂以北的星星而翻轉；然後公認是傑西·冉斯登做了改進，他也改進了讀取角度的方法，如下所述使用了微尺顯微鏡。

### 19世紀（1800年代）

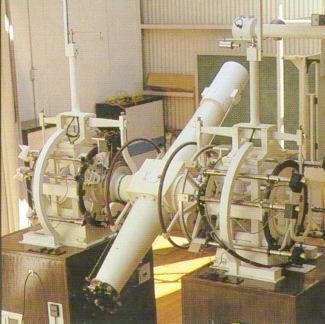
美國海軍天文台的6英吋中星儀是華納和斯韋齊在1896年製造的。

愛德華·特勞頓短暫的製作有子午環的中星儀。他於1806年在倫敦東南區的布萊克希斯，為格魯姆布里奇的天文台製打造了格魯姆布里奇子午儀（配有子午環圈）。不久之後，特勞頓就放棄了這種想法，並設計牆圈取代牆象限儀的位置。
在聯合王國，中星儀和牆圈直到19世紀中葉都是觀測站的主要儀器，第一個在格林尼治建造配有牆圈的儀器於1850年安裝。但是歐洲大陸在1818－1819年就由尤翰·迪爾·坎普受爾德和賴欣巴哈在哥廷根建造了雙圈的中星儀，而且賴欣巴哈在柯尼斯堡也建了一架。但是沒有幾年，坎普受爾德父子的公司就因為在柏林的沙皇和馬可為各地的觀測站配置了一流的儀器而黯然失色。但是在馬丁過世之後，坎普受爾德再度崛起，並製造出許多的中星儀。哈佛大學（美國）、劍橋和愛丁堡的天文台，都有特勞頓和希姆斯的大牆圈。
在格林尼治皇家天文台的艾里中星儀（1851年）和好望角皇家天文台（1855年）是由伊普斯維奇的Ransomes and May建造。格林尼治的工作儀器和光學儀器是由喬治·比德爾·艾里設計和特勞頓和希姆斯建造。

### 20世紀和之後（1900年代和2000年代）

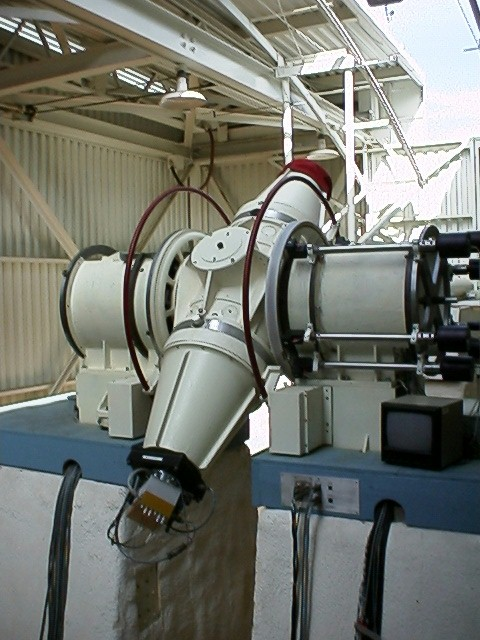
由佛蘭德光學公司製造，於1981年安裝在美國海軍天文台羅恩石/弗拉格斯塔夫觀測站的掃描凌星望遠鏡。

這種望遠鏡的現代範例是美國海軍天文台拉格斯塔夫觀測站的8英吋（〜20公分）掃描凌星望遠鏡。現代的子午圈通常是自動化的；觀測者也被CCD取代。當天空中的目標進入望遠鏡的視場，CCD上的影像計時器晶片就會以相同的速率輸出。這引起了一些改進：
- 只要天體跨越子午線，CCD就可以收集它的光線，並且可以調整需要觀測的星等下限。
- 只要這架望遠鏡在操作就可以收集資料，甚至可以整夜的工作，可以掃描長數度的一線天空。
- 只要這架望遠鏡在操作中，就可以直接引用掃描到天體的資料，通常是明亮的星系或類星體，予已知的準確相比對。這樣就免除對子午儀的那些勞心勞力的細緻調整工作。然而，對高度、方位和水準面的監測，依然要使用CCD掃描和雷射干涉儀。
- 大氣折射可以經由監測空氣的溫度、壓力、和露點，以電子自動的計算。
- 資料能儲存和隨時進行分析。

第一個自動化的儀器是1984年上線的卡爾斯堡子午望遠鏡 。

## 例子
- 格魯姆布里奇子午儀（1806年）
- 卡爾斯堡子午望遠鏡（卡爾斯堡自動子午儀）（1984年）
- 東京光電子午儀（1985年）

## 進階讀物
- The Practical Astronomer, Thomas Dick (1848)
- Elements of Astronomy, Robert Stawell Ball (1886)
- Meridian circle observations made at the Lick Observatory, University of California, 1901-1906, Richard H. Tucker (1907) - an example of the adjustments and observations of an early 20th-century instrument

## 外部連結
- Description of Airy's Transit Circle （页面存档备份，存于）
- Gautier Meridian Circle （页面存档备份，存于）
- U.S. Naval Observatory Flagstaff - 0.2-m FASTT
- The Carlsberg Meridian Telescope 48°12′45.07″N 16°17′29.02″E / 48.2125194°N 16.2913944°E
- . . 1921.
- Photograph of Repsold meridian circle at the Lick Observatory from the Lick Observatory Records Digital Archive, UC Santa Cruz Library's Digital Collections （页面存档备份，存于）